# Abou Hassan al-Chadhili
Pour les articles homonymes, voir Belhassen.
 (novembre 2010).
Si vous disposez d'ouvrages ou d'articles de référence ou si vous connaissez des sites web de qualité traitant du thème abordé ici, merci de compléter l'article en donnant les références utiles à sa vérifiabilité et en les liant à la section « Notes et références ».
Abou Hassan al-Chadhili (arabe : أبو الحسن الشاذلي), surnommé Sidi Belhassen Chedly (سيدي بلحسن الشدلي), nom relatif à Chadhouna en Andalousie (Medina Sidonia), né vers 1197 au Maroc et décédé en 1258 en Égypte, est un saint soufi marocain. Surnommé l'« imam des croyants », il fonda l'ordre soufi de la Chadhiliyya.

## Biographie
Réputé pour être un chérif idrisside issu de la lignée d'Omar Ben Idris (fils d'Idriss II), il voit le jour au sein du groupe des Béni Zeroual, Ghomaras dépendant de la tribu Akhmès, et vivant dans le pays Jbala ; il est rattaché à la branche des Ghaïtiyin.
À l'âge de 20 ans, il visite Tunis où il fait la connaissance du saint tunisien Sidi Bou Saïd qui l'informe de ses traits de sainteté.  
À 25 ans, prenant la route de l'Orient, il voyage à Bagdad dans le but de trouver le qutb (le "pôle" spirituel de son temps) afin que ce dernier l'initie à la Voie spirituelle. Un homme du nom d'Abou Hassan Wasti lui aurait déclaré : « Tu cherches le Qutb d'Irak alors qu'il se trouve dans le pays d'où tu viens ». Retournant au Maroc, il devient alors le disciple d'ʿAbd al-Salām ibn Mashīsh, considéré comme son maître, avant que celui-ci ne lui demande de se rendre en Tunisie, où Abou Hassan al-Chadhili fonde sa propre école.
Il devient alors un ascète toujours en pèlerinage à travers l'Afrique du Nord, notamment en Tunisie. Il enseigne sa doctrine à Tunis avec un grand succès et attire de nombreux disciples dont quelques-uns deviennent célèbres à leur tour :
- Sidi Ali El Gorjani qui donne son nom à une ancienne porte de Tunis et à un cimetière aujourd'hui désaffecté ;
- Sidi Mohammed El Chérif dont le tombeau se trouve près de la mosquée El Hawa ;
- Sidi Ali El Hattab qui est enterré dans la plaine de Mornaguia et dont le tombeau est un lieu de pèlerinage connu ;
- Sidi Hassen El Séjoumi qui possède sa zaouïa près de la sebkha du même nom ;
- Saïda Aïcha Manoubia ou Lalla Manoubia qui est considérée comme une sainte à Tunis.

Au cours de l'un de ses voyages à La Mecque, il rapporte l'usage de la décoction des graines de caféier afin que ses disciples puissent se tenir éveillés durant les exercices de piété nocturne qu'il recommande. Il est ainsi considéré comme celui qui a introduit l'usage du café en Tunisie. À une certaine époque, il élit domicile dans l'une des grottes de la colline qui porte encore son nom. Mais sa popularité porte ombrage au pouvoir et, peut-être à l'instigation des oulémas, il est forcé de s'exiler. Il se retire en Égypte où il meurt en 1258.
Après son départ de Tunis, ses disciples se réunissent en une confrérie, qui s'organise sous le nom de Chadhiliyya et dont on peut voir la zaouïa au sommet de la colline de Sidi Belhassen.